# 크론슈타츠키구

크론슈타츠키 구의 위치

크론슈타츠키구(러시아어: Кронштадтский район)는 상트페테르부르크를 구성하는 18개 구 가운데 하나로 행정 중심지는 크론슈타트이다.